# Boeing XAT-15
El Boeing AT-15 fue un entrenador bimotor de tripulaciones de bombardero estadounidense, diseñado y construido por la División Wichita de Boeing. Sólo fueron construidos dos prototipos, designados XAT-15. Los planes para construir más de 1000 unidades fueron cancelados con la entrada de los Estados Unidos en la Segunda Guerra Mundial. El nombre propuesto, Crewmaker, no fue oficialmente adoptado.

## Desarrollo
Uno de los primeros proyectos de la antigua Stearman Aircraft Company, que en 1939 se había convertido en la División Wichita de Boeing, fue un entrenador bimotor para tripulaciones de bombarderos. Designado X-120 por la compañía, fueron ordenados dos ejemplares por el Cuerpo Aéreo del Ejército de los Estados Unidos, como XAT-15. El AT-15 era un monoplano de ala alta cantilever con dos motores radiales Pratt & Whitney R-1340 Wasp montados en las alas. Tenía tren de aterrizaje retráctil de rueda de cola y un morro del fuselaje alargado y acristalado para el alumno bombardero. Debido a la carestía de materiales, el avión fue construido con tubos de acero soldados recubiertos de contrachapado, con alas y unidad de cola de madera. Los dos aviones fueron entregados al USAAC, pero tras la entrada del país en la guerra, un cambio en las prioridades resultó en que no se materializara la planeada orden por más de 1000 aviones.

## Operadores
Estados Unidos
- Cuerpo Aéreo del Ejército de los Estados Unidos.

## Especificaciones
Referencia datos: Orbis

### Características generales
- Longitud: 12,9 m (42,3 ft)
- Envergadura: 18,2 m (59,7 ft)
- Superficie alar: 42,5 m² (457 ft²)
- Peso vacío: 4826 kg (10 636,5 lb)
- Peso cargado: 6511 kg (14 350,2 lb)
- Planta motriz: 2× motor radial de nueve cilindros refrigerado por aire Pratt & Whitney R-1340-AN-1 Wasp.
  - Potencia: 447 kW (616 HP; 608 CV) cada uno.

### Rendimiento
- Velocidad máxima operativa (Vno): 333 km/h (207 MPH; 180 kt)
- Alcance: 1368 km (739 nmi; 850 mi)
- Techo de vuelo: 5760 m (18 898 ft)

### Armamento
- Ametralladoras: 

  - 4 de 7,62 mm
- Bombas: 

  - 10 de 45 kg

## Aeronaves relacionadas

### Secuencias de designación
- Secuencia Numérica (interna de Stearman): ← X-90 - X-91 - X-100 - 200
- Secuencia AT-_ (Entrenadores Avanzados del USAAC/USAAF/USAF, 1925-1948): ← AT-12 - AT-13 - AT-14 - AT-15 - AT-16 - AT-17 - AT-18 →